# برايس شفاب
برايس شفاب (بالإنجليزية: Brice Schwab)‏ هو لاعب كرة قدم أمريكية أمريكي، ولد في 27 مارس 1990 في West Sunbury, Pennsylvania ‏ في الولايات المتحدة.